# 白須康仁
白須 康仁（しらす やすひと、1980年4月24日 - ）は、日本の男性キックボクサー。千葉県木更津市出身。PROTAGONIST所属。
選手としての人気は高く、応援団が名物。

## 来歴
2003年11月24日、マーシャルアーツ日本キックボクシング連盟（MAキック）で荻野兼嗣と日本ウェルター級タイトルマッチで対戦し、判定勝ち。日本ウェルター級王座を獲得。
2004年5月9日、MAキック興行でシュートボクシングスーパーライト級王者宍戸大樹と対戦。4Rに額のカットによるTKO負け。プロ初黒星となった。
2004年12月19日、R.I.S.E. DEAD or ALIVE Tournament '04に参戦。1回戦でJ-NETWORKミドル級王者山内哲也に判定勝ちするも、準決勝で裕樹に判定負け。
2005年6月24日、MAキック興行で菊池浩一と対戦予定であったが、負傷により欠場した。
2006年2月4日、K-1 WORLD MAXに初参戦。日本代表決定トーナメントのリザーブファイトで白虎に判定勝ち。
2006年12月3日、MAキック興行で笛吹丈太郎とWMAF世界スーパーウェルター級王座決定戦で対戦し、TKO勝ち。WMAF世界スーパーウェルター級王者となった。この試合はMAキック2006年度最高試合賞に選ばれた。
2006年のMAキック最優秀選手に選ばれた。
2007年2月5日、K-1 WORLD MAX 2007 〜日本代表決定トーナメント〜の1回戦で佐藤嘉洋に判定負け。
2007年6月10日、MAキック興行で挑戦者我龍真吾とWMAF世界スーパーウェルター級タイトルマッチで対戦し、判定勝ち。初防衛に成功した。
2007年12月2日、MAキック興行で城戸康裕と対戦し、判定負け。
2008年2月2日、K-1 WORLD MAX 2008 〜日本代表決定トーナメント〜のリザーブファイトで蜜山剛三と対戦し、2Rに右ストレートでKO勝ち。
2008年10月5日、MAキック興行で挑戦者ユー・ヤングロックとWMAF世界スーパーウェルター級タイトルマッチで対戦し、KO勝ち。2度目の防衛に成功した。
2009年5月31日、RISE 55で龍二と対戦し、判定負け。11月22日、RISE 60の第2代RISE 70kg王者 & 2010年K-1 WORLD MAX日本代表決定トーナメント出場者決定戦で龍二と再戦し、判定負け。
2011年8月7日、THAI FIGHT EXTREME JAPANでヨードセングライ・フェアテックスと対戦。ダウンを奪い、判定勝利を収める金星を挙げた。
しかし、この試合を最後に現役を引退した。2020年現在は、格闘技ジム「EXFIGHT」で指導者を務めている。

## 戦績
| キックボクシング 戦績 | キックボクシング 戦績 | キックボクシング 戦績 | キックボクシング 戦績 | キックボクシング 戦績 | キックボクシング 戦績 | キックボクシング 戦績 |
| --------------------- | --------------------- | --------------------- | --------------------- | --------------------- | --------------------- | --------------------- |
| 36 試合               | (T)KO                 | 判定                  | その他                | 引き分け              | 無効試合              |                       |
| 24 勝                 | 8                     | 16                    | 0                     | 0                     | 1                     |                       |
| 11 敗                 | 3                     | 8                     | 0                     | 0                     | 1                     |                       |

| 勝敗 | 対戦相手                         | 試合結果                                     | 大会名 | 開催年月日     |
| ×    | アビラル・ヒマラヤン・チーター   | 3R 1:13 TKO（タオル投入）                    | K-1 WORLD MAX 2025 | 2025年2月9日   |
| ×    | 宇佐美秀メイソン                 | 1R 2:37 KO（右フック）                       | TRHD presents K-1 WORLD MAX 2024 | 2024年3月20日  |
| ×    | 城戸康裕                         | 3R終了 判定0-2                               | Bigbang 42 | 2022年6月12日  |
| ○    | ヨードセングライ・フェアテックス | 3R終了 判定3-0                               | THAI FIGHT EXTREME JAPAN | 2011年8月7日   |
| ○    | オ・デュソク                     | 3R終了 判定2-0                               | RISE 63 | 2010年4月7日   |
| ×    | 龍二                             | 5R終了 判定0-3                               | RISE 60 【第2代RISE 70kg王者 & 2010年K-1 WORLD MAX日本代表決定トーナメント出場者決定戦】                                                          | 2009年11月22日 |
| ○    | キム・ドンマン                   | 2R 2:59 KO（左フック）                       | RISE 57 | 2009年7月26日  |
| ×    | 龍二                             | 3R+延長R終了 判定0-3                         | RISE 55 | 2009年5月31日  |
| ○    | 尾崎圭司                         | 3R終了 判定3-0                               | K-1 WORLD MAX 2009 〜日本代表決定トーナメント〜 【リザーブファイト】                                                                              | 2009年2月23日  |
| ○    | ユー・ヤングロック               | 3R 2:18 KO（パンチ）                         | マーシャルアーツ日本キックボクシング連盟 「ADVANCE.1 花澤ジム33周年記念大会」 【WMAF世界スーパーウェルター級タイトルマッチ】                      | 2008年10月5日  |
| ○    | キム・サン・ウー                 | 2R終了時 TKO（カット）                       | マーシャルアーツ日本キックボクシング連盟 「BREAK THROUGH-4 〜突破口 KICKGUTS 2008〜 梶原一騎22回忌追悼記念・第11回梶原一騎杯」                    | 2008年6月15日  |
| ×    | 日菜太                           | 3R終了 判定0-3                               | R.I.S.E. 46 〜THE KING OF GLADIATORs '08〜 【70kg CHAMPION MATCH】                                                                                | 2008年5月11日  |
| ○    | クンタップ・ウィラサクレック     | 2R 2:54 TKO（3ノックダウン）                 | M-1 FAIRTEX SINGHA BEER ムエタイチャレンジ 「Legend of Elbows 2008 〜CRASH〜」                                                                    | 2008年3月9日   |
| ○    | 蜜山剛三                         | 2R 2:46 KO（右ストレート）                   | K-1 WORLD MAX 2008 〜日本代表決定トーナメント〜 【リザーブファイト】                                                                              | 2008年2月2日   |
| ×    | 城戸康裕                         | 3R終了 判定0-2                               | マーシャルアーツ日本キックボクシング連盟 「BREAKDOWN-8 〜打破〜 MA.KICK祭り CHAMPION CARNIVAL」                                                   | 2007年12月2日  |
| ○    | ゲンナロン・ウィラサクレック     | 5R終了 判定2-1                               | マーシャルアーツ日本キックボクシング連盟 「ADVANCE.1 花澤ジム32周年記念大会」                                                                     | 2007年9月30日  |
| ○    | 我龍真吾                         | 5R終了 判定3-0                               | マーシャルアーツ日本キックボクシング連盟 「BREAKDOWN（打破）5 〜新東金ジム29周年記念 戦場の狼3」 【WMAF世界スーパーウェルター級タイトルマッチ】   | 2007年6月10日  |
| ×    | 佐藤嘉洋                         | 3R終了 判定0-3                               | K-1 WORLD MAX 2007 〜日本代表決定トーナメント〜 【1回戦】                                                                                         | 2007年2月5日   |
| ○    | 笛吹丈太郎                       | 2R終了時 TKO（額のカット）                   | マーシャルアーツ日本キックボクシング連盟 「SURPRISING 8 〜MA日本キック連盟祭・オールタイトルマッチ〜」 【WMAF世界スーパーウェルター級王座決定戦】 | 2006年12月3日  |
| ○    | 喜入衆                           | 3R終了 判定3-0                               | マーシャルアーツ日本キックボクシング連盟「SURPRISING 7th」                                                                                        | 2006年10月22日 |
| ×    | TATSUJI                          | 3R終了 判定0-3                               | K-1 WORLD MAX 2006 〜世界一決定トーナメント決勝戦〜 【スーパーファイト】                                                                          | 2006年6月30日  |
| ○    | 水町浩                           | 5R終了 判定3-0                               | マーシャルアーツ日本キックボクシング連盟「SURPRISING 3rd」 【MA日本ウェルター級王座統一戦】                                                       | 2006年4月29日  |
| ○    | 白虎                             | 3R終了 判定3-0                               | K-1 WORLD MAX 2006 〜日本代表決定トーナメント〜 【リザーブファイト】                                                                              | 2006年2月4日   |
| ×    | 裕樹                             | 3R終了 判定0-3                               | R.I.S.E. DEAD or ALIVE Tournament '04 【準決勝】                                                                                                  | 2004年12月19日 |
| ○    | 山内哲也                         | 3R終了 判定3-0                               | R.I.S.E. DEAD or ALIVE Tournament '04 【1回戦】                                                                                                   | 2004年12月19日 |
| ○    | 笹谷淳                           | 5R終了 判定3-0                               | マーシャルアーツ日本キックボクシング連盟「ADVANCE.1」 【MA日本ウェルター級タイトルマッチ】                                                        | 2004年10月10日 |
| ○    | クンタップ・ウィラサクレック     | 3R終了 判定3-0                               | マーシャルアーツ日本キックボクシング連盟「SUPREME-6」                                                                                             | 2004年8月29日  |
| ×    | 宍戸大樹                         | 4R 2:30 TKO（額のカット）                    | マーシャルアーツ日本キックボクシング連盟 「東金ジム26th anniversary SUPREME-3 〜戦場の虎〜」                                                      | 2004年5月9日   |
| ○    | 井上哲                           | 5R終了 判定2-0                               | マーシャルアーツ日本キックボクシング連盟「SUPREME-2 〜最高のキック〜」                                                                            | 2004年3月14日  |
| ○    | 荻野兼嗣                         | 5R終了 判定3-0                               | マーシャルアーツ日本キックボクシング連盟「FINAL EXPLOSION 〜全階級タイトルマッチ〜」 【MA日本ウェルター級タイトルマッチ】                         | 2003年11月24日 |
| ○    | ランボー豊栄                     | 4R 2:31 KO（右ローキック）                   | マーシャルアーツ日本キックボクシング連盟 「梶原一騎17回忌追悼記念・第6回梶原一騎杯・キックガッツ2003」                                            | 2003年6月15日  |
| ○    | 緒原光一                         | 4R終了 判定3-0                               | マーシャルアーツ日本キックボクシング連盟「EXPLOSION-2」                                                                                           | 2003年3月23日  |
| ○    | 犬走健治                         | 2R 2:27 KO（右フック）                       | マーシャルアーツ日本キックボクシング連盟「EXPLOSION」                                                                                             | 2002年11月30日 |
| －   | 緒原光一                         | 1R 0:55 ノーコンテスト（偶然のバッティング） | マーシャルアーツ日本キックボクシング連盟「ADVANCE.1」                                                                                             | 2002年9月29日  |
| ○    | 広中俊則                         | 2分3R終了 判定3-0                            | マーシャルアーツ日本キックボクシング連盟「SHIMOKITA GROUND ZERO PT2」                                                                             | 2002年5月26日  |
| ○    | 滝沢尚也                         | 2分3R終了 判定3-0                            | マーシャルアーツ日本キックボクシング連盟「ADVANCE.1」                                                                                             | 2001年11月3日  |

## 獲得タイトル
- マーシャルアーツ日本キックボクシング連盟日本ウェルター級王座
- WMAF世界スーパーウェルター級王座